# أندرو أغسطس هندرسون
أندرو أغسطس هندرسون (1816-1876) (بالإنجليزية: Andrew Augustus Henderson)‏ هو عالم نبات أمريكي.